# 眼輪筋
眼輪筋（がんりんきん、英語: orbicularis oculi muscle）は人間の頭部の浅頭筋のうち、眼裂周囲の眼瞼筋に含まれる筋肉である。眼輪筋は眼瞼部と眼窩部、涙嚢部に分かれる。皮筋である。
人間において、眼輪筋の起始は3つあり、前頭骨の鼻部、涙骨涙嚢溝前部で、上顎骨前頭突起および内側眼瞼靱帯とその辺縁から起始し、眼破周囲の皮下に停止する。眼瞼部においては上眼瞼部、下眼瞼部とも前涙嚢稜と内眼角を結ぶ内側眼瞼靱帯と付近の骨部から起始し、外眼角の外側眼瞼縫線に停止する。ここで上下の線維が連絡する。
眼窩部においては内側眼瞼靱帯と眼窩口の内側縁から起始し、眼瞼部を取り巻いて、外側眼瞼縫線で結合。
涙嚢部は後涙嚢稜と隣接する眼窩面から起始し、涙嚢の後を通って、上下2つの小筋束をとり前外方に向かい、眼瞼部に合する。
作用は上下の眼瞼を閉眼する。顔面神経支配。